# 1987年航空
此條目列出1987年發生有關航空運輸的事件。

## 事件

### 2月
- 2月22日：空中巴士A320系列進行首飛。

### 3月
- 3月15日：廣西壯族自治區北海市北海福成機場啟用。

### 7月
- 7月19日：青森縣青森市新青森機場初步啟用，舊青森機場隨即關閉。

### 9月
- 9月1日：廣東省梅州市梅州梅縣機場啟用。
- 9月26日：河南省洛陽市洛陽北郊機場啟用。

### 10月
- 10月26日：英格蘭大倫敦倫敦城市機場啟用。

### 12月
- 12月2日：浙江省台州市台州路橋機場啟用。